# دايسوكي واتانابي (ممثل)
دايسوكي واتانابي (باليابانية: 渡辺大輔) (و. 1982 – م) هو ممثل، وممثل أفلام، من اليابان.